# Michael Wilson (manusförfattare)
Michael Wilson, född 1 juli 1914 i McAlester, Oklahoma, död 9 april 1978 i Los Angeles County, Kalifornien, var en amerikansk manusförfattare. Han blev svartlistad av filmbolagen i Hollywood under McCarthyismen, anklagad för att vara kommunist.
Wilson tilldelades två Oscarspriser för bästa manus efter förlaga, varav den andra gången postumt. Hans första var för manuset till filmen En plats i solen (1951), som han delade med Harry Brown. Det andra fick han postumt för manuset till Bron över floden Kwai (1957). På grund av att Wilson var svartlistad i USA var han ursprungligen inte krediterad, men 1984 (27 år efter filmens premiär) erkändes Wilson och den likaledes svartlistade kollegan Carl Foreman av Amerikanska filmakademien att Oscarspriset tillhörde dem, tillsammans med den ursprungligen krediterade (men inte delaktige) fransmannen Pierre Boulle. Boulle skrev romanförlagan, men kunde varken läsa eller skriva på engelska. 
Den 26 september 1995 delgavs Wilson en Osarsnominering postumt för hans delaktighet i manuset till Lawrence av Arabien (1962). Det skedde efter forskning av manusförfattarnas fackförening Writers Guild of America (WGA), som kom fram till att Wilson hade skrivit filmens manus tillsammans med den krediterade Robert Bolt.

## Filmografi
- 1941 – Dansen är mitt liv
- 1943 – Gränspatrullen
- 1943 – Diamantkuppen
- 1943 – Revolverkamrater
- 1944 – De 40 tjuvarna
- 1946 – Livet är underbart (ej krediterad)
- 1951 – En plats i solen
- 1952 – Affären Cicero
- 1954 – Jordens salt
- 1954 – Förföraren (ej krediterad)
- 1954 – Vit slavhandel i Rio (ej krediterad)
- 1955 – En mans myteri (ej krediterad)
- 1956 – Folket i den lyckliga dalen (ursprungligen ej krediterad)
- 1957 – Bron över floden Kwai (ursprungligen ej krediterad)
- 1958 – Spion i högkvarteret (ursprungligen krediterad som James O'Donnell)
- 1958 – Kosackernas uppror (ej krediterad)
- 1960 – Fem brännmärkta kvinnor (ursprungligen ej krediterad)
- 1962 – Lawrence av Arabien (ursprungligen ej krediterad)
- 1965 – Het strand
- 1968 – Apornas planet
- 1969 – Che!